# Emilio Lavazza
Emilio Lavazza (Torino, 7 agosto 1932 – Torino, 16 febbraio 2010) è stato un imprenditore italiano.

## Biografia
Nel 1955, a soli 23 anni, entra nell'azienda fondata nel 1895 dal nonno, la Luigi Lavazza S.p.A., azienda produttrice di caffè tostato.
Nel 1971, alla morte del padre Giuseppe, è nominato amministratore delegato dell'azienda familiare. Scomparso anche lo zio diventa presidente della stessa dal 1979 al 2008, anno in cui ne diventa presidente onorario. Sotto la sua guida la Lavazza è una delle più grandi aziende monoprodotto italiane e prosegue la tradizione delle campagne pubblicitarie che hanno reso famoso il marchio fin dai tempi di Carosello.
Nel 1993 la Facoltà di Economia e Commercio dell'Università degli Studi di Torino lo insignisce della Laurea "Honoris Causa".
Muore il 16 febbraio 2010.
Nel Comune di Gattinara, una strada che fiancheggia lo Stabilimento omonimo è intitolata ad Emilio Lavazza.